# Garage Google
 (septembre 2021).
Si vous disposez d'ouvrages ou d'articles de référence ou si vous connaissez des sites web de qualité traitant du thème abordé ici, merci de compléter l'article en donnant les références utiles à sa vérifiabilité et en les liant à la section « Notes et références ».
Le garage Google, actuellement connu sous ce nom, est le garage loué par Larry Page et Sergey Brin où débute l'histoire officielle de l'entreprise Google le 4 septembre 1998.
Attenant à une maison californienne, il est situé au 232 Santa Margarita à Menlo Park, près de l'université Stanford dans la Silicon Valley en Californie (États-Unis).
Actuellement propriété de la société Google, il n'est pas un lieu visitable mais attire à l'extérieur de nombreux curieux.

## Historique
En 1995, Larry Page et Sergey Brin, jeunes étudiants en doctorat informatique (respectivement âgés de 22 et 21 ans) et tous deux étudiants à l'université Stanford dans la Silicon Valley en Californie se rencontrent. En 1996, ils collaborent sur un robot d'indexation du World Wide Web d'internet, sur l’algorithme d'analyse PageRank et sur le moteur de recherche nommé BackRub qui deviendra Google en 1997. Ce projet fonctionne sur les serveurs Linux de l'université durant plus d'un an, rapidement saturés par plus de 75 millions d'URL indexées.[réf. souhaitée]

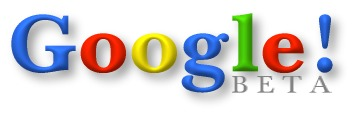
Premier Logo de Google Beta.
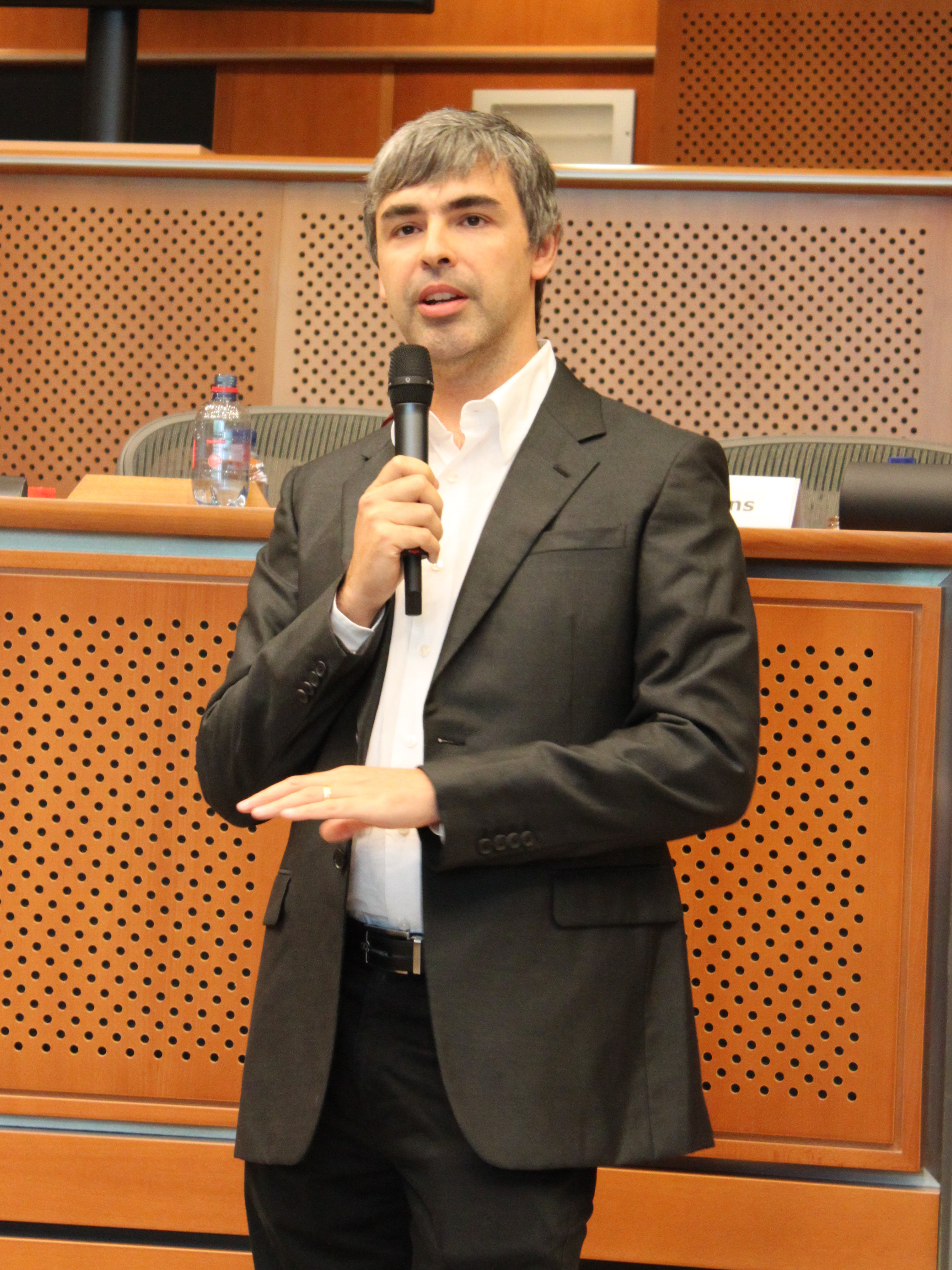
Larry Page en 2009.
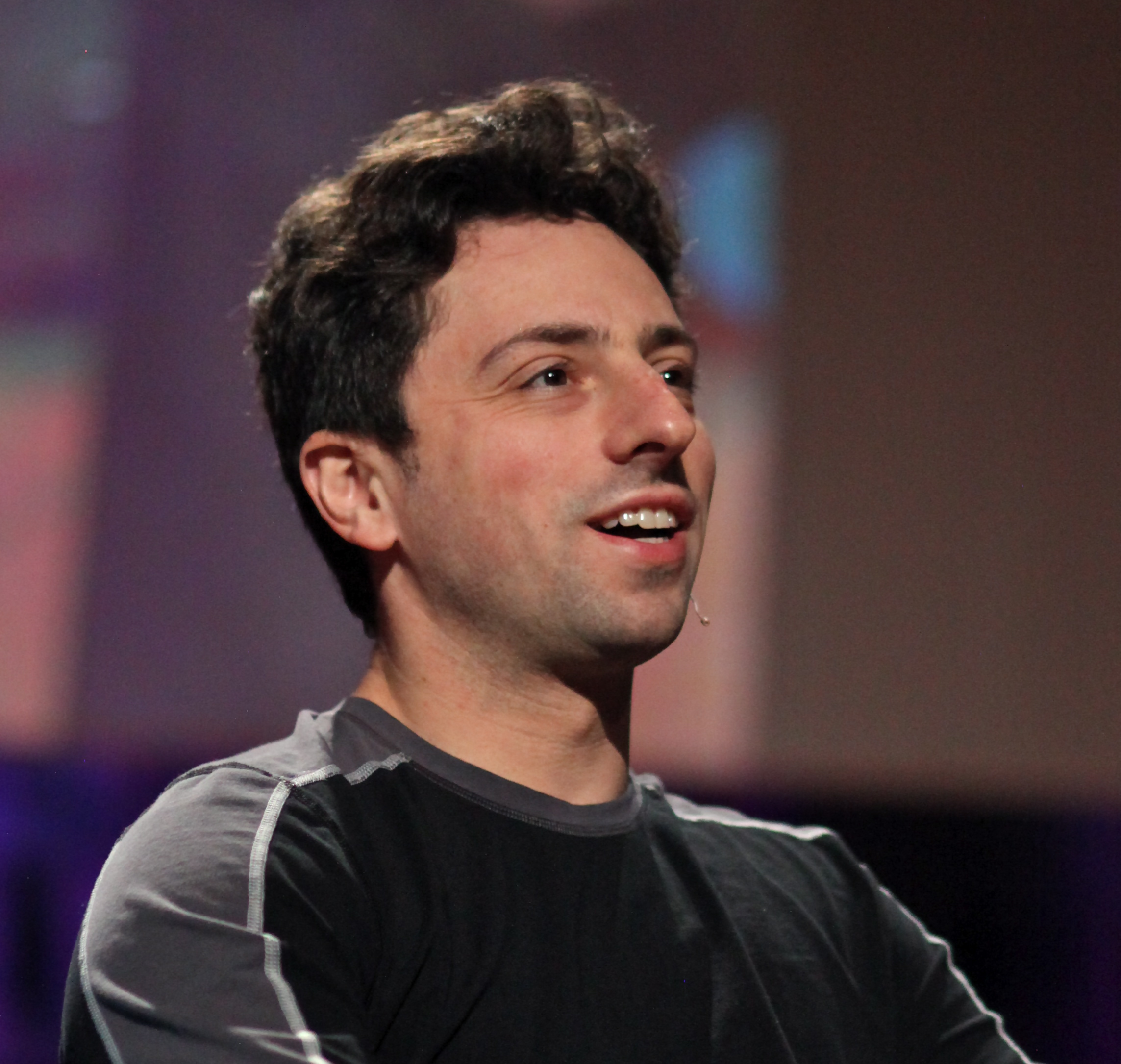
Sergey Brin en 2010.
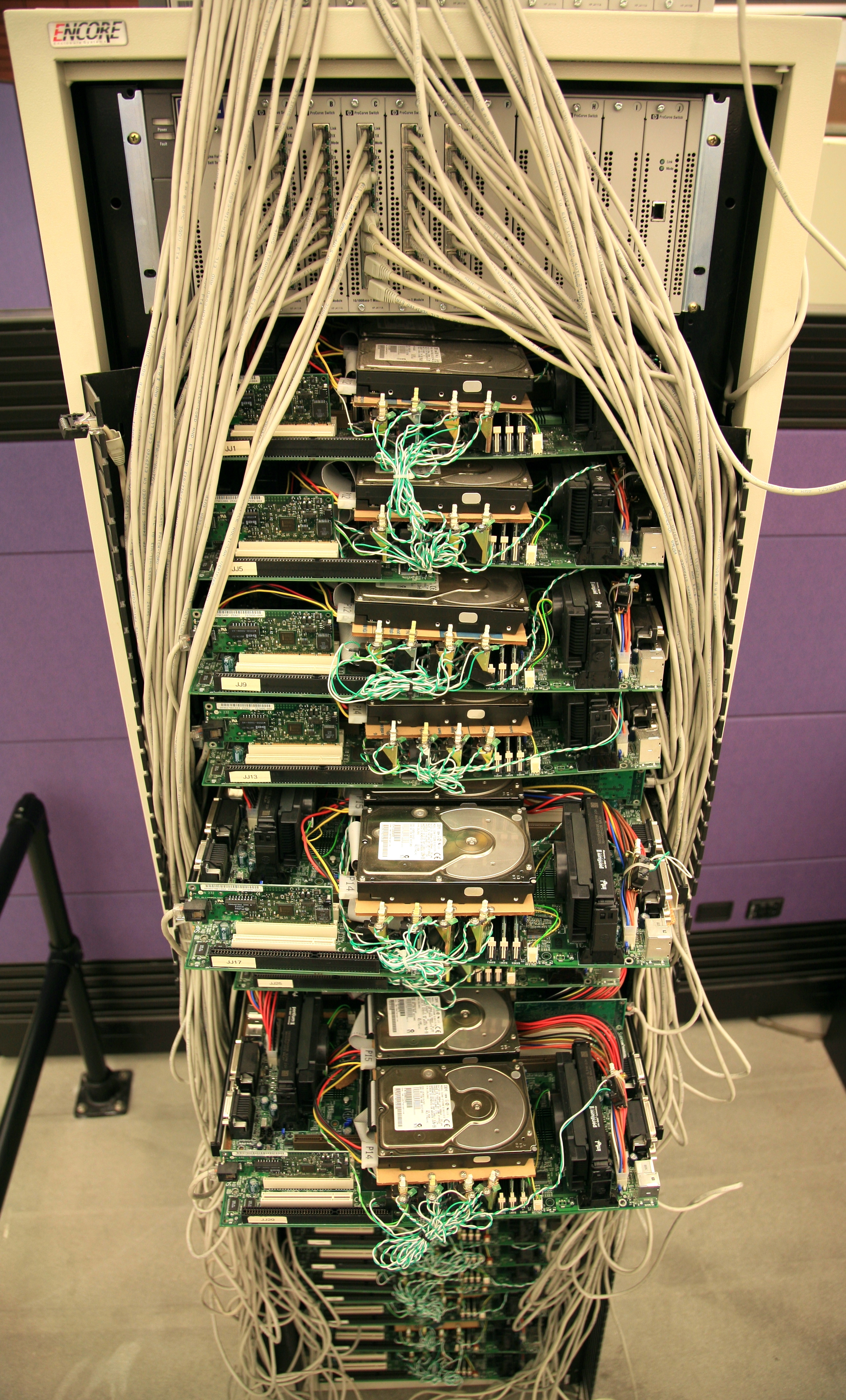
Un des premiers serveurs informatiques Google en 1999.

Le nom de domaine www.google.com est enregistré le 15 septembre 1997. Ils abandonnent leurs études avant l’obtention de leur diplôme et lancent leur startup, avec un capital risque de quelques investisseurs financiers de près d'un million de dollars dont cent mille dollars du cofondateur de Sun Microsystems Andy Bechtolsheim.
Situé au 232 Santa Margarita à Menlo Park, le garage est loué par les deux fondateurs à Susan Wojcicki (copine d’une copine de Sergey Brin, jeune étudiante d'école de commerce, huitième employée de Google). Craig Silverstein (également étudiant de Stanford, actuel directeur de Google Technology) est le premier employé historique. Page et Brin écrivent sur un tableau blanc du garage : « Le siège mondial de Google ».
En 1999, la startup et ses sept employés déménagent après cinq mois pour de nouveaux locaux plus importants au 165 University Avenue à Palo Alto, avant de s’étendre sur l’immense complexe de Googleplex proche de Mountain View.
En 2006, Google achète la maison de ses origines estimée à environ 1,5 million de dollars, et la conserve non habitée, à titre de lieu de mémoire et de culture du « mythe fondateur / rêve américain ». Google achète également un espace pour 319 millions de dollars pour installer son futur siège social, à 9 km au sud du garage.
En 2007, Sergey Brin épouse Anne Wojcicki, plus jeune sœur de Susan Wojcicki, et investit 3,9 millions de dollars dans l'entreprise de biotechnologie 23andMe de son épouse.
En 2013, Google ouvre le garage aux médias pour fêter ses 15 ans d'histoire.

## Autres garages mythiques voisins de la Silicon Valley
- 1939 : William Hewlett et David Packard fondent la société Hewlett-Packard dans le garage Hewlett-Packard de la maison de David Packard, 367 Addison Avenue à Palo Alto.

- 1976 : Steve Jobs et Steve Wozniak fondent la société Apple et commencent l'histoire d'Apple dans le garage de la maison d'enfance de Steve Jobs, 2066 Crist Drive à Los Altos.